# Heinrich Bielohlavek
Heinrich Belohlavek (Vienna, 26 settembre 1889 – Charlottenburg, 2 marzo 1943) è stato un calciatore austriaco, di ruolo centrocampista.

## Carriera

### Nazionale
Esordisce il primo maggio del 1910 a Vienna contro l'Ungheria (2-1).